# Єжи Северський

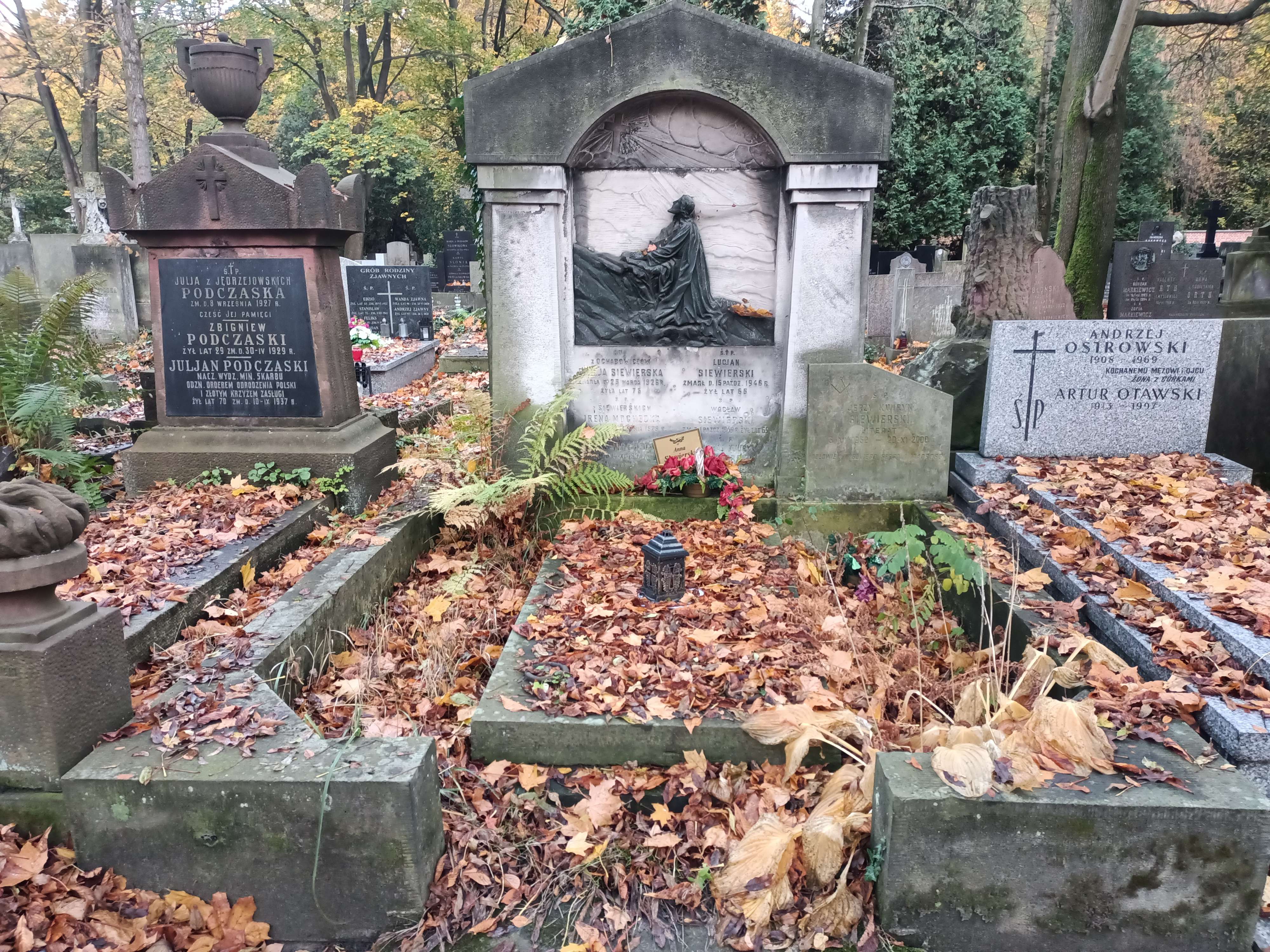
Могила Єжи Северського.

Є́жи Кві́рин Севе́рський (пол. Jerzy Kwiryn Siewierski; 3 червня 1932, Варшава — 20 листопада 2000, Варшава) — польський письменник, літературний критик, сценарист. Заслужений діяч культури Польщі.

## Життєпис
Єжи Северський народився в сім'ї Луціана (шляхтича гербу Огончик / Ogończyk, 1881—1946) і Йоанни (до шлюбу Рибінської, 1893—1967) Северських. Закінчив ліцей імені Стефана Баторія, а в 1956-му — історичний факультет Варшавського університету. Автор детективів, фантастичних оповідань і повістей, творів у жанрі літератури жахіть, a також науково-популярних праць про масонство та польську езотеричну традицію. Перший у Польщі написав монографію про такий літературний жанр, як детектив. Перший у Польщі автор науково-популярних творів на тему масонства. Усьому його доробку притаманні хороший гумор, тонка іронія й оригінальність підходу до теми. Яскравим прикладом може слугувати книжка «П'ять разів убивство». Фактично це п'ять дотепних пародій на детективи світової слави письменників: Аґати Крісті, Жоржа Сіменона, Ерла Стенлі Ґарднера, Май Шевалль і Пера Валее, а також — усіх польських так званих майстрів кримінального жанру.
Здобуваючи вищу освіту, Єжи в 1951—1952 роках учителював. У 1956-му разом із Лешеком Шиманським, Романом Слівоніком і групою молодих літераторів заснував журнал «Сучасність» («Współczesność»), з яким співпрацював до 1959 року. 1 листопада 1956 року — з його власних слів — «ненадовго зачепився» в редакції літературного щомісячника «Нові книжки» («Nowe książki») й працював там керівником відділу історії, звідки в 1976-му звільнився й вийшов на пенсію як інвалід. З 1976 року він член Спілки польських письменників, а згодом — Клубу письменників демократичного угруповання. Однак його пригоди з красним письменством почалися задовго перед вступом до цих солідних організацій. Ще в 1951 році першою публікацією Северського став вірш «Миттєві знімки з Маршалковського житлового району» («Migawki z MDM-u»). Як прозаїк він дебютував п'ять років по тому з оповіданням «Целіна» («Celina») в журналі «Сучасність». А що писав твори аж ніяк не соцреалістичного спрямування та гуртував навколо себе літераторів-однодумців, то й не міг друкуватися. Допіру тоді, коли пом'якшав соціалістичний режим, вітчизняні читачі по-справжньому ознайомилися з творчістю Єжи Северського.
Син цього письменника, Войцех Квірин Северський (*1960), став підприємцем у Кремнієвій Долині (Каліфорнія), одним із відомих експертів у галузі стільникового зв'язку.
Єжи Северського поховали на Повонзківському цвинтарі у Варшаві (номер могили 218-6-22/23).

## Фільмографія
За сценаріями Єжи Северського знято кілька фільмів:
- «Діаманти пані Зузи» («Brylanty pani Zuzy»), 1972
- «Повернення вовчиці» («Powrót wilczycy»), 1990
- «Сльоза князя пітьми» («Łza księcia ciemności»), 1992

## Українські переклади
- «П'ять разів убивство» («Всесвіт», № 3—12, 2002, переклав Олег Король)

## Радіопостановки
- «Українське радіо», «Радіодетектив». Єжи Северський. «Злочин у „Сонячному клубі“, або Вбивство по-шведськи». [Архівовано 31 травня 2021 у Wayback Machine.]